# Trương Nghĩa Trân
Trương Nghĩa Trân (tiếng Trung giản thể: 张义珍, bính âm Hán ngữ: Zhāng Yì Zhēn, sinh tháng 8 năm 1964, người Hán) là chuyên gia nông học, nữ chính trị gia nước Cộng hòa Nhân dân Trung Hoa. Bà hiện là Bí thư Đảng tổ, Chủ tịch Ủy ban Giang Tô Hội nghị Hiệp thương Chính trị Nhân dân Trung Quốc. Bà từng là Phó Bí thư chuyên chức Tỉnh ủy Giang Tô; Thường vụ Tỉnh ủy, Bộ trưởng Bộ Tổ chức Tỉnh ủy Quảng Đông; Thành viên Đảng tổ, Phó Bộ trưởng Bộ Tài nguyên nhân lực và Bảo đảm xã hội Trung Quốc.
Trương Nghĩa Trân là đảng viên Đảng Cộng sản Trung Quốc, học vị Thạc sĩ Quản lý kinh tế ngông nghiệp, Tiến sĩ Nông học. Bà có sự nghiệp 20 năm trong ngành giáo dục và nông nghiệp, tham gia giảng dạy và nghiên cứu khoa học về nông học trước khi bước vào chính trường Trung Quốc.

## Xuất thân và giáo dục
Trương Nghĩa Trân sinh tháng 8 năm 1964 tại huyện An Quốc, nay là thành phố cấp huyện An Quốc, thuộc địa cấp thị Bảo Định, tỉnh Hà Bắc, Cộng hòa Nhân dân Trung Hoa. Bà lớn lên và tốt nghiệp cao trung ở An Quốc, thi đỗ Đại học Nông nghiệp Hà Bắc và nhập học vào Khoa Quản lý và Kinh tế nông nghiệp ngay tại quê nhà Bảo Định vào tháng 9 năm 1980, tốt nghiệp Cử nhân đúng chuyên ngành này vào tháng 7 năm 1984. Bà cũng được kết nạp Đảng Cộng sản Trung Quốc tại trường vào tháng 11 năm 1983. Tháng 9 năm 1990, bà thi đỗ chương trình đào tạo sau đại học tại trường cũ, nhận bằng Thạc sĩ Quản lý kinh tế nông nghiệp vào tháng 7 năm 1993. Tháng 9 năm sau, bà là nghiên cứu sinh ở Khoa Quản lý kinh tế nông nghiệp thuộc Học viện Kinh tế thương mại của Đại học Nông nghiệp Hoa Trung, trở thành Tiến sĩ Nông học vào tháng 1 năm 1998.

## Sự nghiệp

### Ngành giáo dục
Tháng 7 năm 1984, sau khi tốt nghiệp Đại học Nông nghiệp Hà Bắc, Trương Nghĩa Trân được trường giữ lại làm trợ giảng rồi giảng viên của Khoa Quản lý và Kinh tế nông nghiệp mà minh đã học, bắt đầu sự nghiệp của mình ở đây. Trong 10 năm 1984–94 giảng dạy ở đây, bà lần lượt là Bí thư Chi bộ công tác giảng viên thứ hai rồi Phó Chủ nhiệm Phòng Nghiên cứu và Giảng dạy của Khoa. Năm 1994, bà tham gia nghiên cứu toàn phần ở Hoa Nông ở Vũ Hán, sau khi là tiến sĩ năm 1998 thì quay trở lại Nông nghiệp Hà Bắc, được bổ nhiệm làm Phó Viện trưởng Học viện Quản lý kinh tế của trường, thăng cấp làm Viện trưởng từ tháng 12 năm 2000. Tháng 8 năm 2002, Trương Nghĩa Trân đảm nhiệm vị trí Phó Hiệu trưởng Đại học Nông nghiệp Hà Bắc theo chương trình thử nghiệm tuyển dụng công khai trong 1 năm của viên chức ngành giáo dục Trung Quốc, giữ chức này cho đến năm 2004.

### Chính trường
Tháng 6 năm 2004, Trương Nghĩa Trân được điều chuyển sang công tác ở Tỉnh ủy Hà Bắc, nhậm chức Phó Bộ trưởng Bộ Tổ chức Tỉnh ủy. Trong giai đoạn này, bà từng được điều chuyển công tác kiêm nhiệm làm Phó Bí thư Huyện ủy Trác Lộc của Trương Gia Khẩu trong nửa năm tháng 6–12 năm 2004, kiêm nhiệm Hội trưởng Hội nghiên cứu Tư tưởng chính trị tỉnh Hà Bắc, Hội trưởng Hội nghiên cứu Xây dựng Đảng tỉnh Hà Bắc từ tháng 4 năm 2005. Tháng 12 năm 2008, bà được điều về địa cấp thị Đường Sơn, vào Ban Thường vụ Thị ủy nhậm chức Phó Bí thư Thị uỷ, kiêm nhiệm Bộ trưởng Bộ Tổ chức Thị ủy từ tháng 6 năm 2009. Năm sau, bà nhậm chức Phó Bộ trưởng thường vụ Bộ Công tác Mặt trận Thống nhất Tỉnh ủy Hà Bắc. Đầu năm 2012, bà được chuyển vị trí làm Bí thư Đảng tổ, Sảnh trưởng Sảnh Tài nguyên nhân lực và Bảo đảm xã hội của Chính phủ Nhân dân tỉnh Hà Bắc, kiêm Phó Bộ trưởng Bộ Tổ chức Tỉnh ủy – vị trí mà bà từng đảm nhiệm 10 năm trước đó. Tháng 6 năm 2015, Trương Nghĩa Trân được điều lên trung ương, bổ nhiệm làm Phó Bộ trưởng Bộ Tài nguyên nhân lực và Bảo đảm xã hội, giữ cương vị này trong 4 năm. Đến tháng 2 năm 2019, bà được điều chuyển tới Quảng Đông, vào Ban Thường vụ Tỉnh ủy, nhậm chức Bộ trưởng Bộ Tổ chức Tỉnh ủy Quảng Đông, kiêm Hiệu trưởng Trường Đảng, Viện trưởng Học viện Hành chính tỉnh Quảng Đông.
Tháng 11 năm 2021, Trương Nghĩa Trân được điều tới tỉnh Giang Tô, vào Ban Thường vụ Tỉnh ủy, nhậm chức Phó Bí thư chuyên chức Tỉnh ủy Giang Tô từ ngày 19. Ngày 9 tháng 1 năm 2022, bà được miễn nhiệm ở Ban Thường vụ, phân công là Bí thư Đảng tổ Chính Hiệp, rồi được bầu làm Chủ tịch Ủy ban Giang Tô Hội nghị Hiệp thương Chính trị Nhân dân Trung Quốc. Cuối năm, bà là đại biểu tham dự Đại hội Đảng Cộng sản Trung Quốc lần thứ XX từ đoàn đại biểu Giang Tô.

## Công trình khoa học
Trong sự nghiệp của mình, Trương Nghĩa Trân tập trung nghiên cứu về ngành nông nghiệp và quản lý kinh tế nông nghiệp. Các đề tài chủ yếu của bà là quản lý nông nghiệp ở tỉnh Hà Bắc, ưu và khuyết điểm hệ thống xí nghiệp kinh doanh ở hương trấn, đánh giá toàn diện các dự án đầu tư nông nghiệp ứng dụng công nghệ cao để áp dụng cho địa phương nông thôn. Bà đã xuất bản những công trình khoa học như:
- Trương Nghĩa Trân (2001). 《乡镇企业经营机制研究》. Bắc Kinh: Vật giá Trung Quốc. ISBN 7-801-55222-9.
- Trương Nghĩa Trân; Hòa Phi Thiền (2002). 《管理学原理》. Bắc Kinh: Nông nghiệp Trung Quốc. ASIN B00A1RJW9W. ISBN 7-109-08173-7.
- Trương Nghĩa Trân (2003). 《农业企业经营管理学》. Bắc Kinh: Cao đẳng Giáo dục. ISBN 978-7-04-041342-7.